# Rolando Spanevello
Rolando Spanevello (Valdagno, 5 settembre 1927 – Valdagno, 15 febbraio 2012) è stato un calciatore e politico italiano, di ruolo centrocampista.

## Carriera

### Calciatore
Cresciuto nel Marzotto Valdagno, passa nel 1947 al Vicenza, dove gioca per una stagione in Serie A. Tre anni dopo un infortunio al ginocchio lo costringe al prematuro ritiro.

### Politica
Avviata la professione di avvocato, nel 1956 è eletto nel consiglio comunale valdagnese in quota DC, venendo nominato vicesindaco. Due anni dopo succede al sindaco dimissionario Lora, ricoprendo la massima carica comunale per quasi un decennio. Si dimette nel 1967, per candidarsi alle successive elezioni politiche.